# Giovanni Pradella
Giovanni Pradella (* 18. September 1971 in Sondrio) ist ein italienischer Orgelbauer aus dem Veltlin, dessen Werkstatt sich in Caiolo befindet.
Pradella hat sich auf die Restaurierung historischer italienischer Orgeln und den Neubau von Orgeln mit mechanischer Schleiflade spezialisiert, wobei sämtliche Produktionsschritte in der eigenen Werkstatt durchgeführt werden. Für andere Orgelbauwerkstätten werden bereits Kopien historischer altitalienischer Orgelregister angefertigt. In Zusammenarbeit mit dem Göteborg Organ Art Center der Universität Göteborg wurden historische Verfahren des Zinngusses zum Pfeifenbau wiederentwickelt.

## Werkliste (Auswahl)
| Jahr | Ort                                    | Gebäude                 | Bild | Manuale | Register | Bemerkungen                                              |
| ---- | -------------------------------------- | ----------------------- | ---- | ------- | -------- | -------------------------------------------------------- |
|      | Sondrio                                | St. Rochus              |      |         |          |                                                          |
|      | Sondrio                                | Pfarrkirche (Mossini)   |      |         |          |                                                          |
|      | Viboldone (Provinz Mailand)            | Benediktinerinnen-Abtei |      |         |          |                                                          |
|      | Pfarrkirche Somaggia (Provinz Sondrio) |                         |      |         |          |                                                          |
|      | Valle di Colorina (Provinz Sondrio)    | Divin Prigionero        |      |         |          |                                                          |
|      | Peglio (Provinz Como)                  | Pfarrkirche             |      |         |          | Antegnati-Orgel, Restaurierung                           |
|      | Caspano                                | Pfarrkirche             |      |         |          | Prati 1683 - Colombo 1862, Restaurierung                 |
|      | Colorina                               | Pfarrkirche             |      |         |          | Rejna 1696, Restaurierung                                |
|      | Gerola                                 | Pfarrkirche             |      |         |          | Serassi 1837, Restaurierung                              |
|      | Cavernago                              | Pfarrkirche             |      |         |          | Serassi 1781, Restaurierung                              |
|      | Bergamo                                | Madonna del Giglio      |      |         |          | Anonymus 17. Jahrhundert, Restaurierung                  |
|      | Vigorso di Budrio                      | Rehazentrum             |      |         |          | Malamini 16. Jahrhundert - Franchini 1861, Restaurierung |
|      | Plzeň - Litice                         | Pfarrkirche             |      |         |          | Gebr. Müller 1833, Restaurierung                         |

## Veröffentlichungen und Literatur
- Aspetti tecnici nell'opera di Carlo Prati: tradizione ed evoluzione di un organo in simbiosi con diverse culture („Technische Aspekte im Werk Carlo Pratis: Tradition und Weiterentwicklung einer Orgel im Zusammenhang verschiedener Kulturen“), Beitrag zum Symposium Machina di Meraviglia et Artifizio - L’organo, bene Culturale europeo (Wundermaschine und Kunstwerk - Die Orgel als europäisches Kulturgut) der Akademie von Smarano, Trentin 2002
- Sessantini, Gilberto: Fughe al convento. Il nuovo organo Giovanni Pradella 2004 dell'Abbazia di Viboldone (Milano). In: Arte Organaria e Organistica, 13, 2006, Nr. 61, S. 22–27.
- Der Orgelbauer aus Sondrio. In: Alpen-Donau-Adria Magazin am 8. Juli 2007 im Bayerischen Rundfunk
- Analisi delle caratteristiche costruttive dell'organo di Primolo („Technische Beschreibung und Analyse der Orgel zu Primolo“), in Zusammenarbeit mit Tognolatti, Roberto In: Il santuario della Madonna delle Grazie di Primolo („Die Wallfahrtskirche St. Maria delle Grazie“), Kirchengemeinde Primolo (Prov. Sondrio) 2007.